# Guy Debord
Guy Louis Debord, francoski marksistični teoretik, filozof, filmski ustvarjalec, * 28. december 1931, Pariz, Francija, † 30. november 1994, Bellevue-la-Montagne, Haute-Loire, Francija. 
V javnosti je poznan po delu Družba spektakla (La Societe du spectacle, 1967). Bil je član organizacije Lettrisme International, ustanovitelj ene od njenih frakcij in ustanovitveni član Situacionistične Internacionale (Situationist International, SI). Prav tako je bil nekaj časa član skupine Socializem ali barbarstvo (Socialisme ou Barbarie).

## Zgodnje življenje
Guy Debord je bil rojen v Parizu leta 1931. Oče Martial je umrl v Debordovi mladosti, njegova mati, Paulette Rossi, pa ga je poslala živet k babici v družinsko vilo v Italijo. Med drugo svetovno vojno so Rossijevi zapustili vilo in začeli potovati od mesta do mesta. Debord je obiskoval višjo šolo v Cannesu, kjer se je začel zanimati za filme in vandalizem. v mladih letih je Debord aktivno nasprotoval francoski vojni v Alžiriji in se pridružil protivojnim protestom v Parizu. Debord je začel s študijem prava v Parizu, a študija ni dokončal, s tem pa se je tudi začela njegova pisateljska kariera.

## Vključenost z organizacijo Lettrisme
Guy Debord se je pridružil organizaciji Lettrisme pri devetnajstih letih. Organizacijo je diktatorsko vodil avantgardni umetnik Isidore Isou, dokler dogovorjen razkol ni spodkopal njegove avtoritete. Razkol je prinesel vzpon različnih frakcij organizacije; eno od njih je vodil Debord. V šestdesetih je Debord vodil skupino Situacionistična internacionala, ki je vplivala na pariško vstajo leta 1968, med katero je sodeloval tudi pri študentski okupaciji Sorbone. Nekateri menijo, da sta bila njegova knjiga »Družba spektakla«, ki je izšla leto dni prej, povod za okupacijo.

## Napisana dela
Debordova najbolj znani deli Družba spektakla  in Komentarji k omenjeni knjigi . Poleg teh del je napisal mnogo avtobiografskih knjig, med drugim Memoires, Penegyrique, Cette Mauvaise Reputation in Considerations sur lassassinat de Gerard Lebovic. Bil je tudi avtor številnih kratkih člankov, včasih anonimnih, za revije Potlatch, Les Levres Nues, Les Chats Sont Verts in Internationale Situationniste. Družba spektakla je bila napisana v nekakšni prozi, za razliko od ostalih del te narave tistega časa. Za Deborda je to delo materializiran pogled na svet in po njegovih besedah: "soumet les êtres humains" (izpostavlja človeška bitja seme sebi).
Deborda je globoko motila hegemonija vlad in medijev v vsakdanjem življenju skozi množično proizvodnjo in porabo. Kritiziral je tako kapitalizem Zahoda, kot diktatorski komunizem Vzhoda, zaradi pomanjkanja avtonomije, ki jo posamezniku omogočata vrsti vladne strukture. Debord je domneval, da je odtujitev pridobila nov pomen s pomočjo invazivnih sil »spektakla« - družbenega odnosa med ljudmi, ki jih posredujejo slike, katere sestavljajo mediji, oglaševanje in sodobna kultura. Velik vpliv na Debordovo delo je imela semiotika, zlasti delo Rolanda Barthesa, ki je prvi gledal na družbo kot »spektakel« in podrobno preučeval politično funkcijo mode.
V Družbi spektakla Debord sledi razvoju sodobne družbe, v kateri je bilo avtentično družabno življenje nadomeščeno le z njeno iluzijo. Debord trdi, da se lahko zgodovina družbenega življenja razume kot upad iz bivanje v imetje. S tem dobrine dokončno končajo svoj prevzem družbe. Pravi, da "spektakel" ni kolaž slik, temveč družbeno razmerje med ljudmi, ki ga posredujejo slike v medijih.
O Debordu je napisanih mnogo biografij, pesmi in likovnih del, od katerih so mnoga katalogizirana v bibliografiji Shigenobu Gonzalavesa »Guy Debor ou la Beaute du Begatif«.

## Filmi
Debord se je začel zanimati za film konec 1940-ih, ko je živel v Cannesu. Dejal je, da mu je bilo v mladih letih dovoljeno le malo drugega, kot pa obiskovati filme.

## Dela
Hurlements en faveur de Sade  1952
Sur le passage de quelques personnes à travers une assez courte unité de temps  1959 
Critique de la séparation (Critique of Separation) 1961 (kratek film, Dansk-Fransk Experimentalfilmskompagni)
La Société du spectacle  1973 (Simar Films)
Réfutation de tous les judgements, tant élogieux qu’hostiles, qui ont été jusqu’ici portés sur le film « La Société du spectacle » (short film, Simar Films)
In girum imus nocte et consumimur igni (fr) (Simar Films) 1978 - To delo naj bi bilo Debordovo zadnje , zato je večinoma avtobiografsko. Guy Debord, son art, son temps 1994 (a "sabotage television film"  Guy Debord in Brigitte Cornand, Canal Plus)

## Smrt
Tik pred smrtjo je Debord posnel dokumentarni film, »Son art et son temps" (njegova umetnost in njegovi časi), ki ga pa ni objavil. Ta avtobiografija je osredotočena na socialne probleme v Parizu v devetdesetih letih. Nekateri namigujejo, da je njegov temačen opis tega obdobja nekakšno poslovilno pismo. Debordova zloraba alkohola je imela negativne učinke na njegovo zdravje, ter ga vodila v polinevritis. 30. novembra 1994 je storil samomor, domnevno zaradi muk, ki mu jih je prizadejala bolezen.
Debordov samomor je zelo kontroverzen in še danes nejasen. Nekateri pravijo, da je bilo to revolucionarno dajanje, povezano z njegovo kariero. Mislijo tudi, da je Debord čutil brezup do prav tiste družbe, ki je želel izpostaviti.